# Isodinamia
En retórica, la isodinamia (del griego «Ísos», igual, y «Dýnamis», fuerza) es una de las figuras de amplificación; se trata de una combinación de las figuras de interpretatio y lítotes: repetición de una idea mediante la negación de su contrario.
Ejemplo: "por muertas las dejaron, sabed, que non por vivas." (Poema de mio Cid).
- Datos: Q5922768